# Wittgensteiner Land

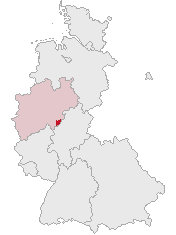
Lage des Kreises Wittgenstein (1816–1974) in der alten Bundesrepublik Deutschland und in Nordrhein-Westfalen

Das Wittgensteiner Land (geläufiger Wittgenstein, mundartlich Wittgestee) ist eine Region im Kreis Siegen-Wittgenstein, zu kleinen Anteilen auch im Hochsauerlandkreis, in Nordrhein-Westfalen. Es ist praktisch deckungsgleich mit dem ehemaligen Kreis Wittgenstein, der innerhalb des neuen Kreises Siegen-Wittgenstein in nur noch drei Gemeinden (Bad Berleburg, Bad Laasphe und Erndtebrück) zusammengefasst wurde.
Zusätzlich zähl(t)en die Höhendörfer Hoheleye, Langewiese, Neuastenberg und Mollseifen nordöstlich von Bad Berleburg, die bei der Gebietsreform Stadtteile von Winterberg (Hochsauerlandkreis) wurden, dazu, wenngleich sie, auch aufgrund der Ausgliederung, heute oft dem Sauerland zugerechnet werden.
Der für die Region zumeist verwendete Landesname Wittgenstein ist Ursprung des Namens des früheren gleichnamigen Landkreises, des heutigen zweiten Namensbestandteils des Kreises Siegen-Wittgenstein und sämtlicher Familiennamen, die ihn beinhalten.

## Eckdaten
Das Wittgensteiner Land ist durch die an Ebschloh und Bärenkopf über 680 m erreichende Wasserscheide zwischen Eder und Lahn deutlich in einen Nordteil mit Erndtebrück und Berleburg im Einzugsgebiet der Obereder und einen Südteil mit Laasphe im Einzugsgebiet der Oberlahn aufgeteilt, was sich auch in einer Unterteilung des Wittgensteiner Platt widerspiegelt. Da die nördlich parallele Eder um rund 90 m höher fließt als die Lahn, findet sich der niedrigste Punkt des Wittgensteiner Landes auf etwa 290 m ü. NN am Austritt der Lahn unterhalb von Niederlaasphe (Oberes Lahntal). Höchster Punkt des Altkreises war der Gerkenstein (792,7 m) an der Wasserscheide der Odeborn zur Lenne im äußersten Nordosten. Im heutigen Kreisgebiet ist der weiter südwestlich gelegene Albrechtsberg (772,1 m), Basis des Kamms der Rothaar an der Wasserscheide zwischen Lenne und Eder, höchster Berg, jedoch nicht höchster Punkt: Dieser findet sich im äußersten Nordosten und ebenfalls an der Kreisgrenze, mit über 788 m Höhe über NHN südsüdwestlich der Wallershöhe im Massiv der Ziegenhelle (Koordinaten). Höchste Erhebung des zur Lahn entwässernden Südteils ist der Kompass (694 m) im äußersten Süden.
Heute (2020) leben im erweiterten Stadtgebiet Bad Berleburgs rund 19.000 Menschen, in Bad Laasphe etwa 13.500, in Erndtebrück etwa 7.000 und in den Höhendörfern zusammen gut 350, was etwa 40.000 Einwohner für die 488,66 km² große Fläche des Altkreises ergibt.

## Naturräumliche Zuordnung
In der 4./5. Lieferung zum Handbuch der naturräumlichen Gliederung Deutschlands wurde im Jahr 1957 eine 468,8 km² umfassende naturräumliche Haupteinheit Wittgensteiner Land beschrieben, die bereits im Jahr 1954 kartiert worden war. Diese umfasste neben dem Wittgensteiner Kernland auch Teile des Hessischen Hinterlandes. Umgekehrt waren Randbereiche des historischen Wittgensteiner Landes wie das Obere Lahntal bei Laasphe sowie höher gelegene Teile des Rothaargebirges, darin die Höhendörfer südwestlich des Kahlen Asten, ausgespart.
Mit der Kartierung von 1960 und den Einzelblättern 125 Marburg (1960), 111 Arolsen (1963), 110 Arnsberg (1969) und 124 Siegen (1972) wurde jedoch die Haupteinheit wieder aufgegeben und die vormals unter Wittgensteiner Land zusammengefassten Landschaften wurden größtenteils dem Rothaargebirge (Haupteinheit 333), zu kleineren Anteilen auch dem Ostsauerländer Gebirgsrand (322) zugeordnet. Es verblieben die folgenden Hauptlandschaften:
- Wittgensteiner Kammer (333.1)
- Auer Ederbergland (333.42)
- Südwittgensteiner Bergland (Wittgensteiner Lahnbergland; 333.2)
- Sackpfeife (333.3; praktisch ganz in Hessen)
- Hinterländer Ederbergland (332.1)

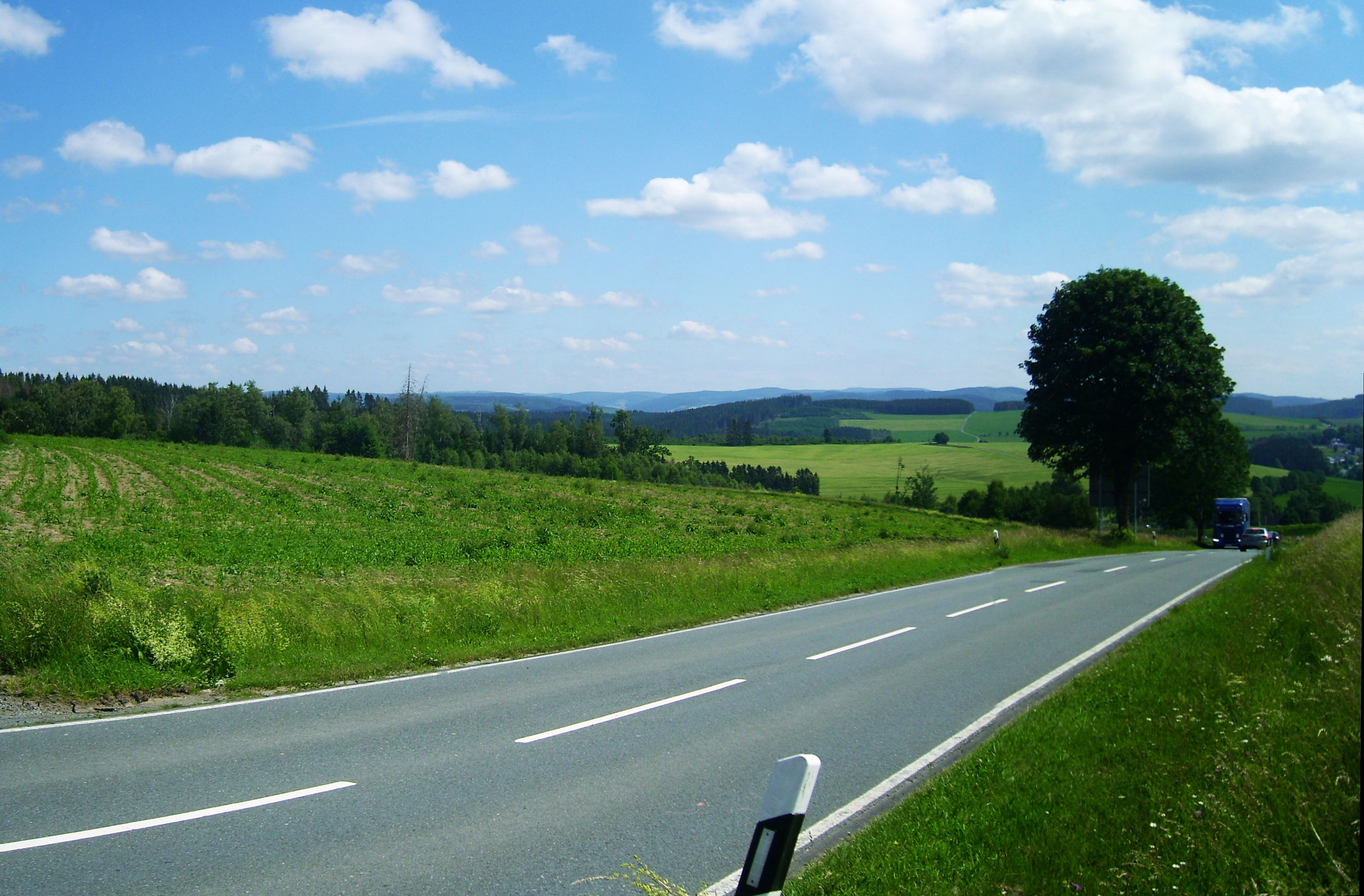
Hügellandschaft der Wittgensteiner Kammer; im Hintergrund sind markante Berge des Rothaargebirges erkennbar, darunter Kahler Asten und Ziegenhelle.

Bei der Wittgensteiner Kammer handelt es sich um eine größtenteils gerodete Hochmulde, die im Nordosten den Tälern der Odeborn (ab Girkhausen) und der Eder (ab Berghausen) bis zu ihrem Zusammenfluss in Raumland folgt. Von Berghausen aus ederaufwärts nach Westen verlängert sich diese gerodete Auenlandschaft bis Aue und von dort aus nordwärts entlang der Kappel bis Wingeshausen; diese Landschaft wird auf Blatt Arnsberg jedoch dem Auer Ederbergland zugerechnet.
Den Süden der Kammer nimmt das hügelige Land zwischen Raumland und Erndtebrück ein, wo wieder die Eder erreicht wird. Ausgespart sind die bewaldeten Höhenrücken zwischen Aue (N), Berghausen (O) und Birkelbach (SW), die am Strauch nördlich Birkelbachs 643 m erreichen, sowie das Eder-Engtal zwischen Röspe und Aue, die, zusammen mit Erhebungen links der Eder, das Auer Ederbergland bilden.
Mittig quer in West-Ost-Richtung wird das Wittgensteiner Land durch den Stünzelrücken, der sich entlang der Rhein-Weser-Wasserscheide vom Ebschloh (686,3 m) über den Bärenkopf (680 m) bis zur Sackpfeife (674 m) zieht, geteilt. Dieser Höhenzug bildet, von Ebschloh (wird bereits zum Ederkopf-Lahnkopf-Rücken gezählt) und Sackpfeife abgesehen, den Norden des Südwittgensteiner Berglands. Streng genommen existiert keine wirklich geomorphologische deutliche Westgrenze des Naturraums Sackpfeife, wenn man nicht, anders als Blatt 125 Marburg, als Westgrenze die Scharte des eigentlichen Sackpfeifenrückens nähme – die andererseits nur einen Höhenrücken von den angrenzenden abtrennte. Lediglich kulturräumlich verläuft hier die Grenze zwischen dem Wittgensteiner Land und dem Hessischen Hinterland.

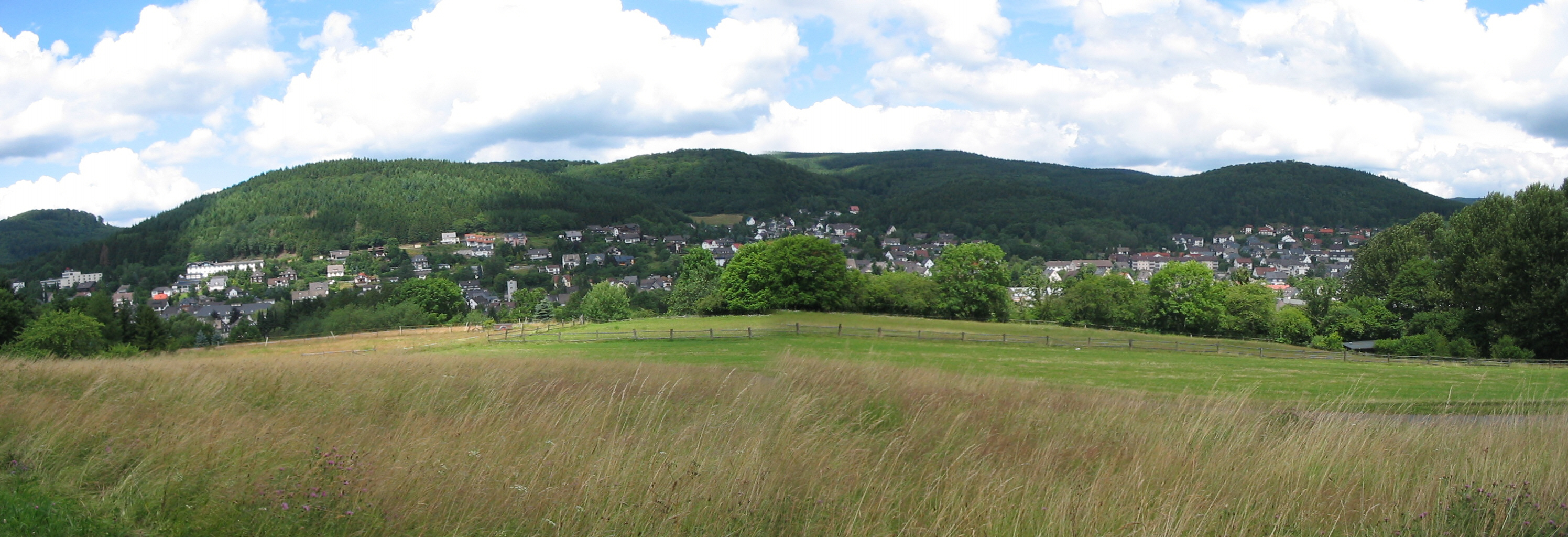
Bad Laasphe in Südwittgenstein

Die südlichen, quellnah oder von rechts zur Lahn entwässernden Teile des Südwittgensteiner Berglands sind weitgehend unbesiedelt und bewaldet. Eine Ausnahme bildet das Feudinger Becken mit Feudingen und einigen Weilern nordwestlich des Dorfes, das deutlich eingesenkt ist. Der Hainberg, die einzige nennenswerte innere Erhebung, bleibt mit 528,1 m weit hinter den Randhöhen (im NW etwa das Ebschloh) zurück.
Den nördlichen Osten des historischen Wittgensteiner Landes nimmt das Hinterländer Ederbergland beiderseits der Eder zwischen Dotzlar und Beddelhausen ein, das, wie der Name vermuten lässt, sich ins Hessische Hinterland fortsetzt.

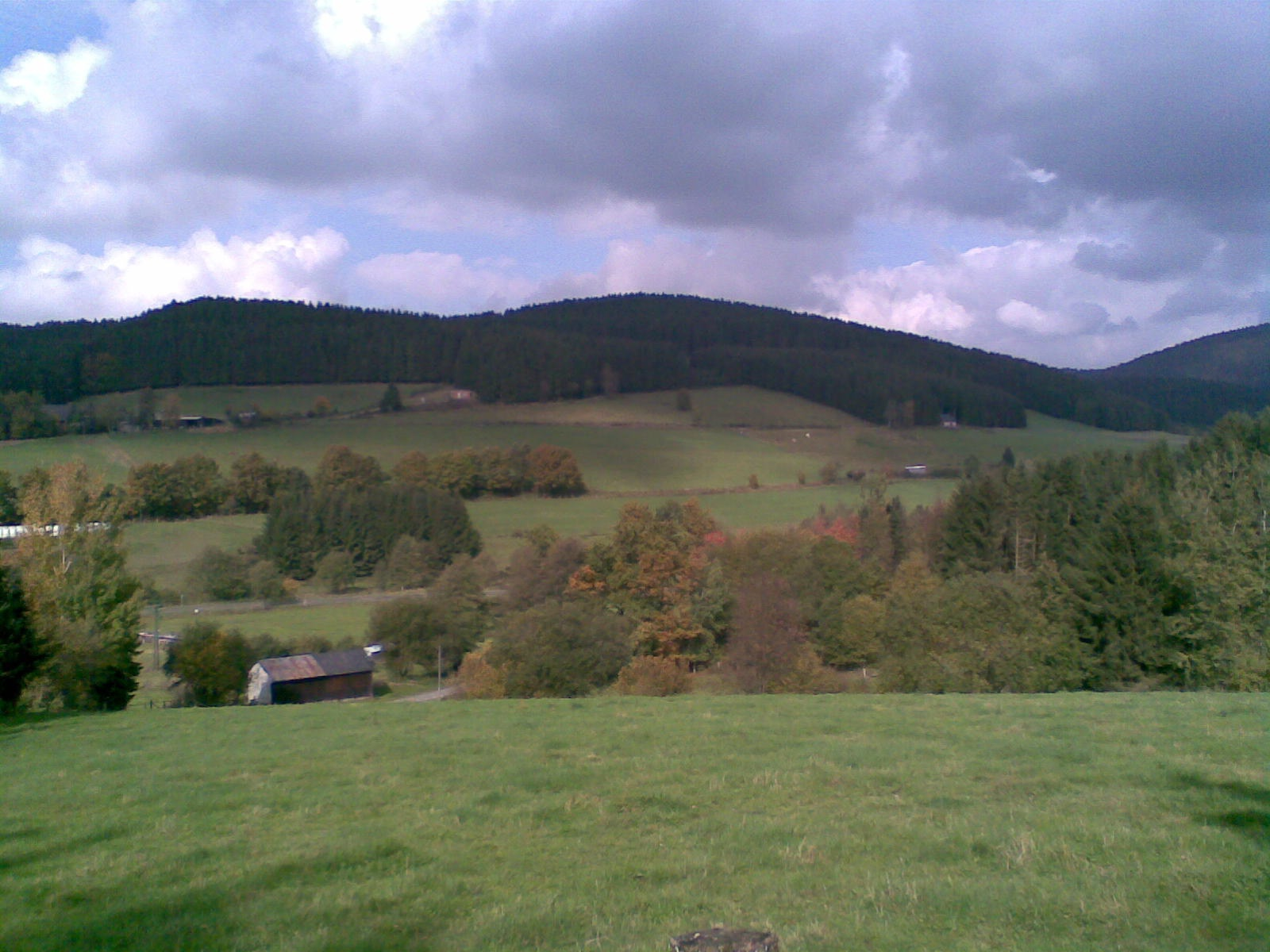
Wittgensteiner Land bei Wemlighausen

## Klima
Das Wittgensteiner Land weist ein ausgesprochen raues Klima auf, in dem von Osten nach Westen die Durchschnittstemperatur kontinuierlich sinkt, während die Niederschlagsmenge mit der verbundenen Höhenlage deutlich steigt, wie die folgende, nicht mehr ganz aktuelle (1950er Jahre) Aufstellung der mittleren Jahresniederschläge zeigt:
- Edergebiet
  - Girkhausen: 1172 mm
  - Wingeshausen (440 m): 1145 mm
  - Berleburg (420 m): 1068 mm
  - Erndtebrück (495 m): 1157 mm
  - Wunderthausen (552 m): 1076 mm
  - Schwarzenau (370 m): 926 mm
- Zwischentalscheide
  - Sassenhausen (564 m): 1172 mm
- Lahngebiet
  - Feudingen (410 m): 1136 mm
  - Laasphe (327 m): 947 mm

Im östlich benachbarten Hinterland sinken die Niederschläge weiter mit der Höhe und erreichen an der Eder in Hatzfeld (350 m) 773 mm, an der Lahn in Biedenkopf (273 m) 776 mm.
Erkennbar wirkt sich die um rund 90 m höhere Lage der Eder nicht aus, wohl aber die Höhe der umgebenden, insbesondere der westlich angrenzenden Berge.
In windstillen, klaren Nächten, wenn Inversionswetterlagen auftreten, bilden sich in einigen Tälern der Dörfer Kaltluftseen. Dabei können, wenn die meteorologischen Bedingungen es zu lassen, empfindlich kalte Temperaturen gemessen werden, wie z. B. in Erndtebrück, Benfe oder Hemschlar. Dabei treten im Winter Temperaturwerte bis unter −20 Grad auf. In den Sommermonaten kann es vereinzelt auf nahe 0 Grad abkühlen.

## Geschichtliche Entwicklung
Die Besiedlung des Wittgensteiner Landes erfolgte sukzessive, von Hessen ausgehend, von Ost nach West, und zwar zunächst in den beiden Haupttälern, also denen von Eder und Lahn, die die einzigen Pforten in die Landschaft bilden. Bis zum Jahr 800 waren die Haupttäler bis etwa zum Meridian von Raumland erschlossen, dann folgten höhere Teile der Haupttäler sowie die Nebentäler. Erst um 1700 wurden schließlich die höheren Regionen besiedelt.

### Erste Besiedlung in Wittgenstein
Im Bereich der heutigen Stadt Bad Berleburg konnten Heimatarchäologen anhand von Grabungsfunden mehr als 150 Siedlungsstellen einer ersten Besiedlung in der keltischen, also vorchristlichen Zeit (ab etwa 700 v. Chr.) nachweisen. Aus dieser Zeit sind Wallburgen bekannt, die von den Kelten auf steilen Bergkuppen gebaut worden waren. Die Burgen liegen in der Nähe der heutigen Ortschaften Aue, Dotzlar, Hesselbach, Wemlighausen und über Bad Laasphe.
Bodenfunde, die auf eine frühgeschichtliche Besiedlung hindeuten, existieren ferner aus dem Bereich des Bad Laaspher Ortsteils Banfe. Zu nennen sind hier das Steinbeil aus der „Wachtel“, einem Waldstück in Banfe, sowie Topf- und Schüsselfragmente aus dem „Auerbach“, der durch Banfe fließt.

### Neubesiedelung in karolingischer und ottonischer Zeit
Erste urkundliche Erwähnungen der Ortschaften Laasphe, Arfeld, Raumland und Hesselbach liegen aus den Jahren 800 und 802 n. Chr. vor. Damals war hier eine karolingische Grenzmark gegen die sächsischen Gebiete im Norden entstanden mit einer vergleichsweise lockeren Besiedlung.
Im späten 9. und frühen 10. Jahrhundert gehörte das Wittgensteiner Land zum fränkischen Hessengau, einem Herrschaftsraum des Geschlechtes der Konradiner. Nach namenkundlichen Forschungen setzte die Hauptbesiedelung des Landes um etwa 900 ein, als unter den Konradinern von Hessen aus neue Höfe und Siedlungen in den zuerst zugänglichen Tallagen angelegt wurden. Typisch ist für diese Phase die Namensendung auf -hausen (z. B. Diedenshausen, Bernshausen). In dem folgenden Jahrhundert wurden auch die höheren Lagen besiedelt, sodass um 1000 etwa zwei Drittel der heutigen Dörfer als Wohnorte vorhanden waren. Ab der Jahrtausendwende wuchs wie überall in Europa die Bevölkerung in den folgenden drei Jahrhunderten auf etwa das Dreifache an. Dies führte zur Bildung regelrechter Dörfer mit bis zu 10 oder 20 Hofstellen an den älteren Siedelplätzen und zu Rodungen und der Neuanlage einiger weiterer Siedlungen in relativ ungünstigen Höhenlagen.
Der Name Wittgenstein (Widechinstein) wurde erstmals im Jahr 1174 urkundlich erwähnt, als sich Graf Werner I. nach einer kurz zuvor über Laasphe mit diesem Namen angelegten Burg nannte. Das Gebiet war damals ein nordwestlicher Teil der weitaus größeren Grafschaft „Stiffe“ („Stift“), in der Glieder der Familie der Grafen von Reichenbach-Ziegenhain regierten.

### Entstehung der Grafschaft Wittgenstein

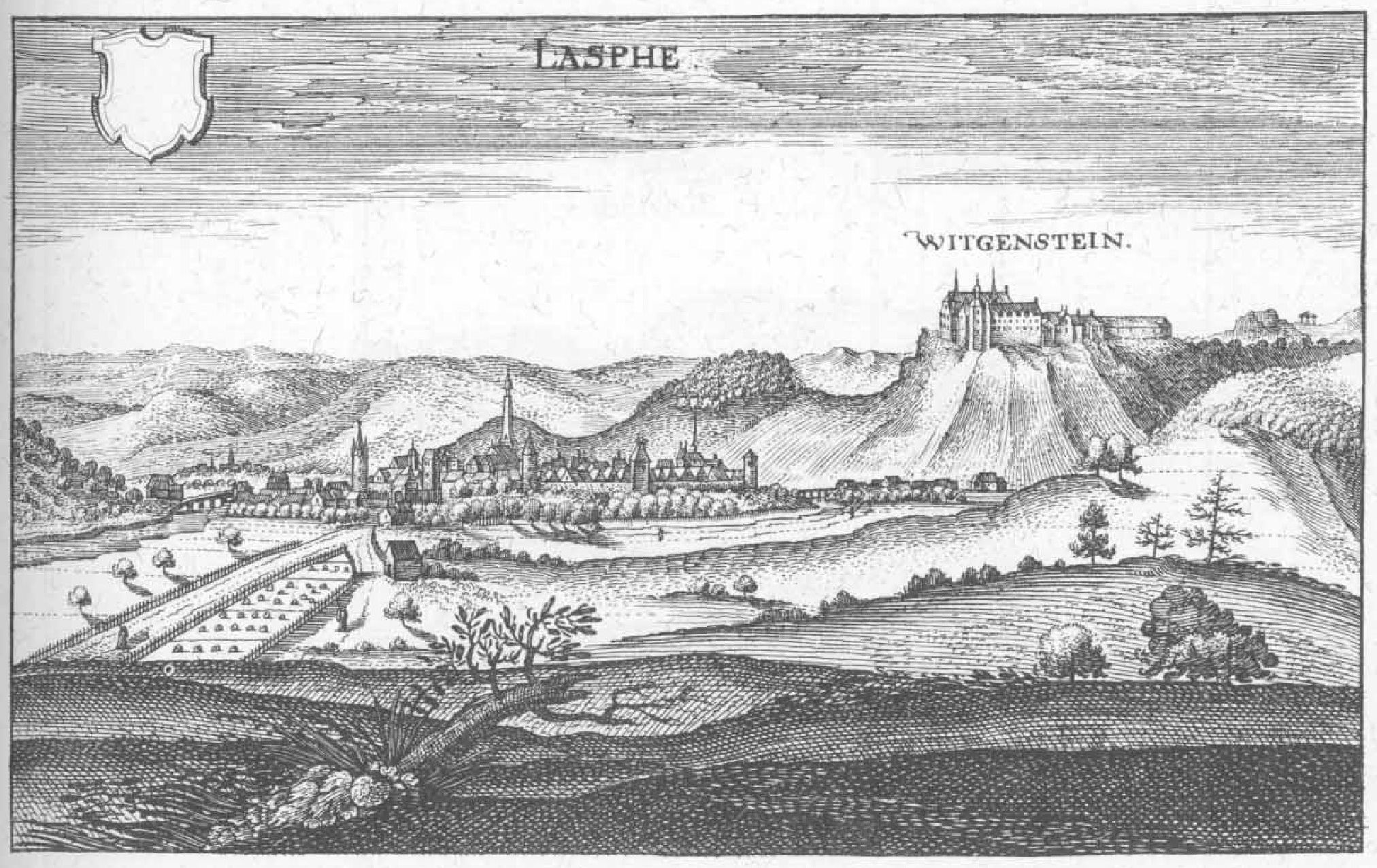
Laasphe mit dem Schloss Wittgenstein

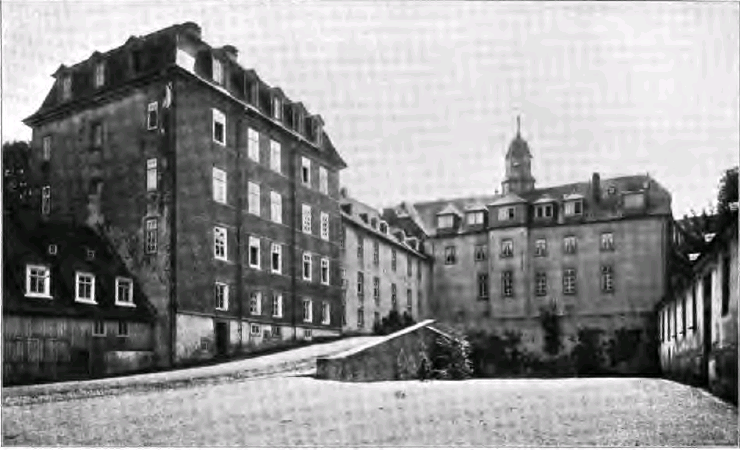
Schloss Wittgenstein, namensgebender Stammsitz des Landes sowie des Grafen- und Fürstenhauses

Die Enkel des Grafen Werner I. von Battenberg und Wittgenstein teilten sich den väterlichen Besitz. Im Jahr 1238 erhielt Graf Siegfried I. das Land um den Oberlauf der Flüsse Lahn und Eder und nannte sich nun Siegfried von Wittgenstein. Damit begann die Geschichte einer eigenständigen Grafschaft Wittgenstein, die bis zur Auflösung des Alten Reiches im Besitz der Grafen aus dem Hause Wittgenstein und ihrer Nachfolger aus dem Haus Sponheim-Sayn blieb.
Unterhalb der namensgebenden Burg Wittgenstein gründete Graf Siegfried I. um 1240/50 die Stadt Laasphe an der Stelle einer älteren Siedlung aus karolingischer Zeit. 1258 wurde nördlich der Eder eine zweite Stadt gegründet, Berleburg, die hoch über der Odeborn gelegen und durch Steilhänge zum Odeborntal und dem Berlebach vor Angriffen geschützt war. Siegfried I. erwarb dazu zusammen mit Klostervogt Adolf von Grafschaft von dem Benediktinerkloster Grafschaft die Eigentumsrechte an dem Berg, die 1322 in den Alleinbesitz von Siegfried II. von Wittgenstein übergingen.
Folgende Grafen regierten die Grafschaft Wittgenstein nach dem Erlöschen der Wittgensteiner in männlicher Linie 1361:
- Salentin von Sayn, Graf zu Wittgenstein (um 1310 – um 1392)
- Johann IV. von Sayn, Graf zu Wittgenstein (gest. um 1436)
- Georg von Sayn, Graf zu Wittgenstein (um 1400 – 1472)
- Eberhard von Sayn, Graf zu Wittgenstein (1425–1494) und sein Bruder Johann, der später in den geistlichen Stand übertrat
- Wilhelm  der Ältere von Sayn, Graf zu Wittgenstein (1488–1570) und sein Bruder Johann (1489–1551)
- Ludwig der Ältere von Sayn, Graf zu Wittgenstein (1532–1605)

Im späten 15. Jahrhundert stellte sich das Grafenhaus unter den Schutz der Landgrafen von Hessen-Marburg, um Angriffe anderer Landesherren, insbesondere des Erzbistums Mainz, abzuwehren. Gleichzeitig wurden aber die aus dem späten Mittelalter herrührenden engen Kontakte zum Haus Nassau weitergepflegt. Im Jahr 1605 erfolgte die Teilung in die von nun an selbständigen Grafschaften Sayn-Wittgenstein-Berleburg und Sayn-Wittgenstein-Wittgenstein.

### Neuzeit

Wappen des Kreises Wittgenstein

Kurz vor dem Ende des Alten Reiches 1806 wurden die kaisertreuen Grafen Christian Heinrich zu Sayn-Wittgenstein-Berleburg (1792) und Friedrich Karl zu Sayn-Wittgenstein-Hohenstein (1801) von Kaiser Franz II. in den Reichsfürstenstand erhoben.
Beide Fürstentümer wurden 1806 zunächst dem Großherzogtum Hessen-Darmstadt angeschlossen, dann aber auf Beschluss des Wiener Kongresses von 1815 an Preußen abgegeben. Wiedervereinigt bildeten sie seit 1817 den Kreis Wittgenstein im südöstlichen Teil der Provinz Westfalen. Der Sitz des Kreises war Berleburg.
Am 1. Januar 1975 wurde aufgrund des Sauerland/Paderborn-Gesetzes der größte Teil des Kreises Wittgenstein mit dem bisherigen Kreis Siegen zum neuen Kreis Siegen vereinigt. Der nördlichste Teil des Kreises wurde dem Hochsauerlandkreis zugeschlagen. Mit Wirkung vom 1. Januar 1984 wurde aufgrund der anhaltenden Proteste aus der Wittgensteiner Bevölkerung der Kreis Siegen in Kreis Siegen-Wittgenstein umbenannt. Erst 1999 wurde das Wappen des Kreises Siegen bzw. Siegen-Wittgenstein um das Wappenbild des Wittgensteiner Wappens ergänzt.

## Sprache und kulturelle Besonderheiten
Das Wittgensteiner Platt wird von Sprachforschern zum hessischen und damit zum rheinfränkischen Sprachraum gezählt. Nach Möhn und Weiershausen wird die Mundart in einen nördlichen und einen südlichen Sprachbereich eingeteilt, der jeweils durch die Einflüsse der angrenzenden Regionen Westfalens bzw. Hessens und Nassaus geprägt ist.
Eine kulturelle Verbindung bestand historisch zu Oberhessen und den Siegerländer Gebieten, zum Teil auch zu den sauerländischen Nachbargebieten. Eine Verbindung zur historischen Landschaft Westfalen ergab sich insbesondere in den heute zum Hochsauerlandkreis gehörenden Wittgensteiner Höhendörfern, da sich dort seit der Gründung durch den Grafen Casimir zu Sayn-Wittgenstein-Berleburg Menschen aus dem benachbarten Sauerland angesiedelt und ihre Sprache, katholische Konfession und Brauchtum mitgebracht und verbreitet haben.

## Wirtschaft
Das Wittgensteiner Land ist mittelständisch geprägt. Einige Unternehmen mit Weltruf sind hier ansässig. So hat zum Beispiel die EJOT-Firmengruppe ihren Sitz in Bad Berleburg. Die 1875 gegründete Firma Sonor ist seit 1946 in Aue beheimatet. Die älteste ansässige Bierbrauerei ist die 1705 gegründete Brauerei Bosch in Bad Laasphe.

## Bedeutende Persönlichkeiten
Aus Diedenshausen bei Bad Berleburg stammte der Rechtsgelehrte, calvinistische Staatstheoretiker und Politiker Johannes Althusius (* 1563; † 12. August 1638 in Emden). Eine weitere herausragende Persönlichkeit aus dem Wittgensteiner Land ist der deutsche Komponist und Musikpädagoge Friedrich Kiel (* 8. Oktober 1821 in Puderbach; † 13. September 1885 in Berlin). Er war einer der angesehensten Kompositionslehrer seiner Zeit und gehörte zu den herausragenden Komponisten der Generation zwischen Robert Schumann und Johannes Brahms. Begraben wurde Kiel auf dem Alten Zwölf-Apostel-Kirchhof in Berlin-Schöneberg, seine letzte Ruhe fand er jedoch am 7. Oktober 1971 in seinem Geburtsort Puderbach.
Die österreichische Industriellen- und Intellektuellen-Familie Wittgenstein hat ihre Wurzeln im Wittgensteiner Land. Sie war ursprünglich eine früh assimilierte jüdische Familie in Laasphe. Einer der ältesten bekannteren Angehörigen der Familie war der Gutsverwalter Moses Meyer, der für die Grafen von Sayn-Wittgenstein-Hohenstein arbeitete. Aufgrund der 1808 im Königreich Westphalen erlassenen Vorschrift, binnen drei Monaten einen Nachnamen anzunehmen, wählte Moses Meyer den herkunftsbezogenen Nachnamen Meyer-Wittgenstein. Der bekannteste Nachkomme dieser Familie ist der österreichisch-britische Philosoph Ludwig Wittgenstein.